# 14654 Rajivgupta
14654 Rajivgupta è un asteroide della fascia principale. Scoperto nel 1998, presenta un'orbita caratterizzata da un semiasse maggiore pari a 3,1578812 UA e da un'eccentricità di 0,1382572, inclinata di 1,45970° rispetto all'eclittica.